# 舍夫琴科韋 (別列佐夫卡區)
47°8′59″N 30°45′20″E / 47.14972°N 30.75556°E
舍夫琴科韋（烏克蘭語：Шевченкове）是位於烏克蘭西南部的村莊，由敖德萨州贝雷济夫卡区的勞希夫卡市鎮負責管轄。該村始建於1920年，面積1.24平方公里，海拔高度105米，2001年人口580，人口密度每平方公里467.37人。